# David Karako
David Karako (en hebreo: דוד קרקו‎; Jaffa, Israel; 11 de febrero de 1945 - 4 de mayo de 2025) fue un jugador y entrenador de fútbol israelí que jugó en la posición de defensa.

## Carrera

### Club
| Periodo   | Club                |
| --------- | ------------------- |
| 1963–1975 | Maccabi Tel-Aviv FC |
| 1975–1976 | Beitar Jerusalem FC |
| 1976–1982 | Hapoel Yehud        |

### Selección nacional
Jugó para Israel en 12 ocasiones de 1968 a 1972, participó en los Juegos Olímpicos de México 1968, la Copa Asiática 1968 y en la Copa Mundial de Fútbol de 1970.

### Entrenador
| Periodo   | Club                  |
| --------- | --------------------- |
| 1983–1984 | Hapoel Yehud          |
| 1984–1985 | Maccabi Lazarus Holon |
| 1985–1986 | Hapoel Or Yehuda      |
| 1986–1987 | Hapoel Yehud          |
| 1990–1991 | Maccabi Herzliya      |
| 1992–1993 | Hapoel Tayibe         |
| 1998      | Hapoel Ramat Gan      |

## Logros
- Liga Premier de Israel (3): 1966–68, 1969–70, 1971–72
- Copa de Israel (6): 1963–64, 1964–65, 1966–67, 1969–70, 1975–76, 1981–82
- Supercopa de Israel (3): 1965, 1968, 1976
- Copa de Clubes de Asia (2): 1969, 1971